# Lumbrineris bifurcata
Lumbrineris bifurcata är en ringmaskart som beskrevs av McIntosh 1885. Lumbrineris bifurcata ingår i släktet Lumbrineris och familjen Lumbrineridae. Inga underarter finns listade i Catalogue of Life.